# 纤细碱茅
纤细碱茅（学名：Puccinellia tenuissima）为禾本科碱茅属下的一个种。